# Masakatsu Aoki
| 58627 Rieko | 8 novembre 1997 |

Masakatsu Aoki (青木 昌勝 Aoki Masakatsu; Toyama, 1957) è un astronomo amatoriale giapponese.
Ha scoperto tredici supernovae. Il Minor Planet Center gli accredita la scoperta di due asteroidi, effettuate tra il 1996 e il 1997, il secondo lo ha chiamato 58627 Rieko in onore di sua moglie .
Collabora con la VSOLJ con la sigla Aom .